# كليفورد الكلب الأحمر الكبير (مسلسل تلفزيوني)
كليفورد الكلب الأحمر الكبير (بالإنجليزية: Clifford the Big Red Dog)‏ هو مسلسل تلفزيوني رسوم متحركة تعليمي أمريكي / بريطاني للأطفال، يستند إلى سلسلة كتب نورمان بريدويل للأطفال التي تحمل نفس الاسم. أنتجته مؤسسة إستلاستيك، وبثته PBS Kids من 4 سبتمبر 2000 إلى 25 فبراير 2003. وصدرت النسخة البريطانية (حيث أطلق عليها اسم الممثلين الصوتيين البريطانيين لتحل محل الموسيقى التصويرية الأمريكية الأصلية) في الأصل على BBC Two في 1 أبريل 2002.

## القصة
تتكون قصتان من 15 دقيقة كل حلقة مدتها نصف ساعة. عادة ما ظهرت قصة واحدة كليفورد وأصدقائه من الكلاب، كليو، تي بون وماك من بينهم ؛ ستركز القصة الأخرى على مالك كليفورد، إميلي إليزابيث وأصدقائها جيتا، فاز وشارلي. خلال المشاهد التي تركز على منظور الكلاب، سيحل الكلام البشري محل النباح لإظهار القصة من وجهة نظر الكلاب.

## وصلات خارجية
- كليفورد كلبي الأحمر الكبير على موقع IMDb (الإنجليزية)
- كليفورد كلبي الأحمر الكبير على موقع ميتاكريتيك (الإنجليزية)
- كليفورد كلبي الأحمر الكبير على موقع روتن توميتوز (الإنجليزية)
- كليفورد كلبي الأحمر الكبير على موقع كينوبويسك (الروسية)
- كليفورد كلبي الأحمر الكبير على موقع قاعدة بيانات الفيلم (الإنجليزية)